# 熱拉佐瓦沃拉
熱拉佐瓦沃拉（Żelazowa Wola）是位於波蘭馬佐夫舍省索哈切夫縣的村莊，人口65人。熱拉佐瓦沃拉是波蘭著名鋼琴家與作曲家弗雷德里克·肖邦的出生地。